# Wacław Przybylski
Wacław Przybylski (ur. 1828 w Wilnie, zm. 1872 w Paryżu) – przyrodnik, uczestnik powstania styczniowego.
Po ukończeniu uniwersytetu w Petersburgu był nauczycielem gimnazjalnym. Kształcił się także w Paryżu w Muzeum Historii Naturalnej. Był słuchaczem wykładów Jeana Pierre’a Flourensa, profesora anatomii porównawczej, ucznia znanego naturalisty Georges’a Cuviera. Przełożył na język polski prace uznanych badaczy historii naturalnej: Juliena J. Virey’a Fizjologia i jej stosunek do psychologii i prawdopodobnie Jeana J. d’Omaliusa d’Halloy’a O rasach ludzkich, czyli zasady etnografii. Wspólnie z Ignacym Iwickim przetłumaczył „Chatę wuja Toma” H.B.Stowe. Był to drugi przekład polski. Ukazał się drukiem w Wilnie w 1860 roku, następnie w Warszawie w 1865. Podczas dyktatury Romualda Traugutta kierował prasą powstańczą. Następnie był przedstawicielem Rządu Narodowego we Francji.  